# Xanthorhoe gelidata
Xanthorhoe gelidata är en fjärilsart som beskrevs av Walker 1869. Xanthorhoe gelidata ingår i släktet Xanthorhoe och familjen mätare. Inga underarter finns listade i Catalogue of Life.